# Chiesa di Sant'Agrippino a Forcella
La chiesa di Sant'Agrippino a Forcella è un edificio di culto di Napoli, sito in via Forcella.

## Storia e descrizione
L'impianto odierno della chiesa risale al periodo medioevale (XIII secolo) ma, altre fonti suppongono che la chiesa sia molto più antica e che risalga al V secolo. Venne aperta al culto tra il 1265 e il 1268 da papa Clemente IV.
L'edificio religioso, a navata unica, conserva interessanti elementi dell'arte e dell'architettura gotica soprattutto nella zona absidale. Il resto è marchiato fortemente dal Barocco di Nicola Tagliacozzi Canale (rimaneggiamenti del 1758). Di questo ammoderdamento possiamo citare soprattutto la sopraelevazione del pavimento e la decorazione a stucco dell'intera navata.